# محمود الشحات أنور
الشيخ محمود الشحات قارئ قرآن كريم ولد 10 سبتمبر 1984 قرية كفر الوزير ـ ميت غمر ـ محافظة الدقهلية في مصر.

## حياته
محمود الشحات محمد أنور وشهرته الشيخ محمود الشحات ولد سنة 1984 في قريه كفر الوزير بميت غمر في محافظة الدقهلية، حفظ القرآن على يد والده الشيخ الشحات أنور وهو في سن الثانية عشرة من عمره، وحصل على المركز الأول في المسابقه الدولية في جمهورية مصر العربية.
قرأ في إذاعة القرآن الكريم في لندن وبريطانيا ويسجل القرآن بصوته.